# Partidul Social Democrat (România)

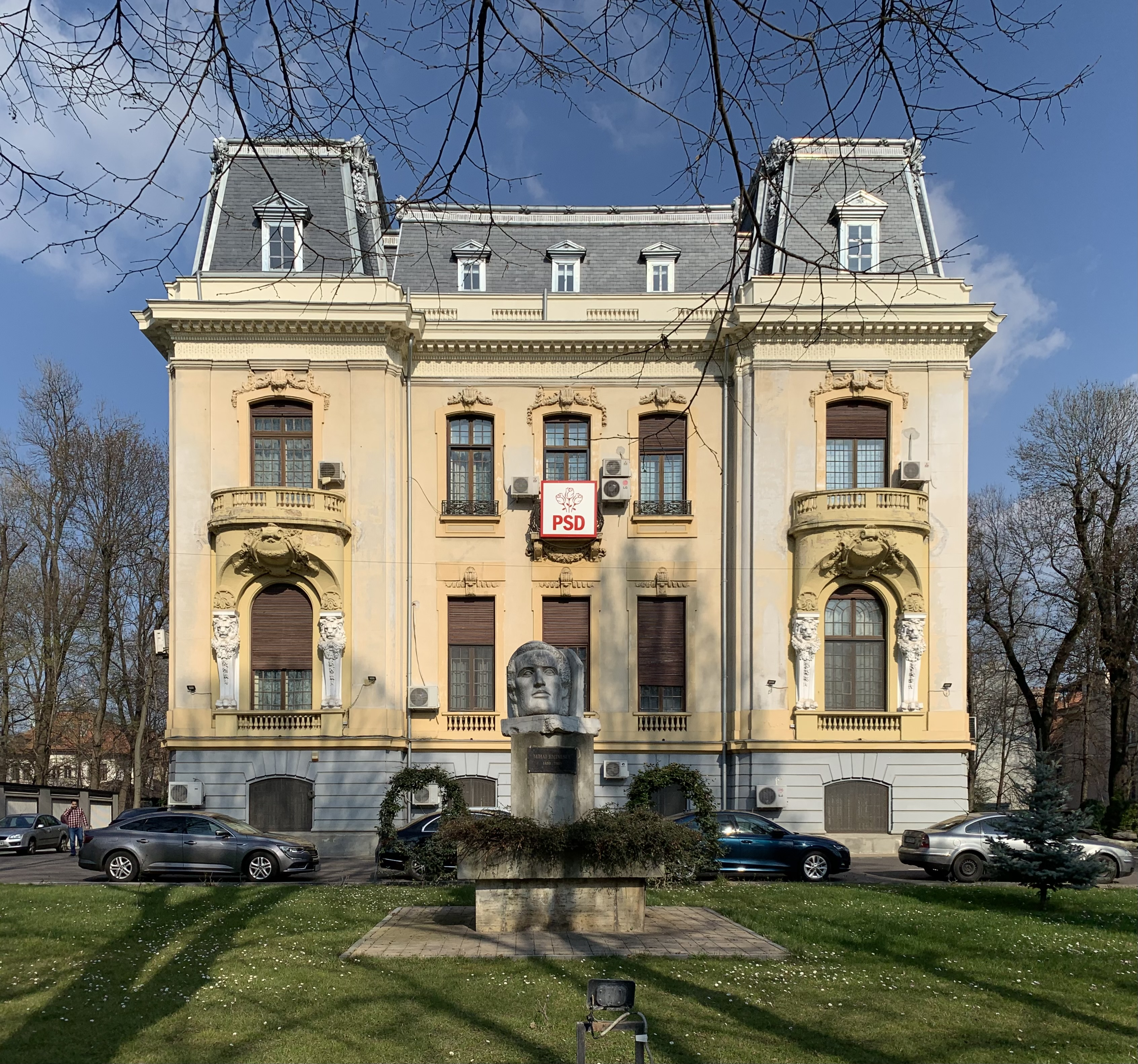
Sediul central al PSD din Casa Toma Stelian (Șoseaua Kiseleff nr. 10), proiectat de Ion D. Berindey, și construit în 1912

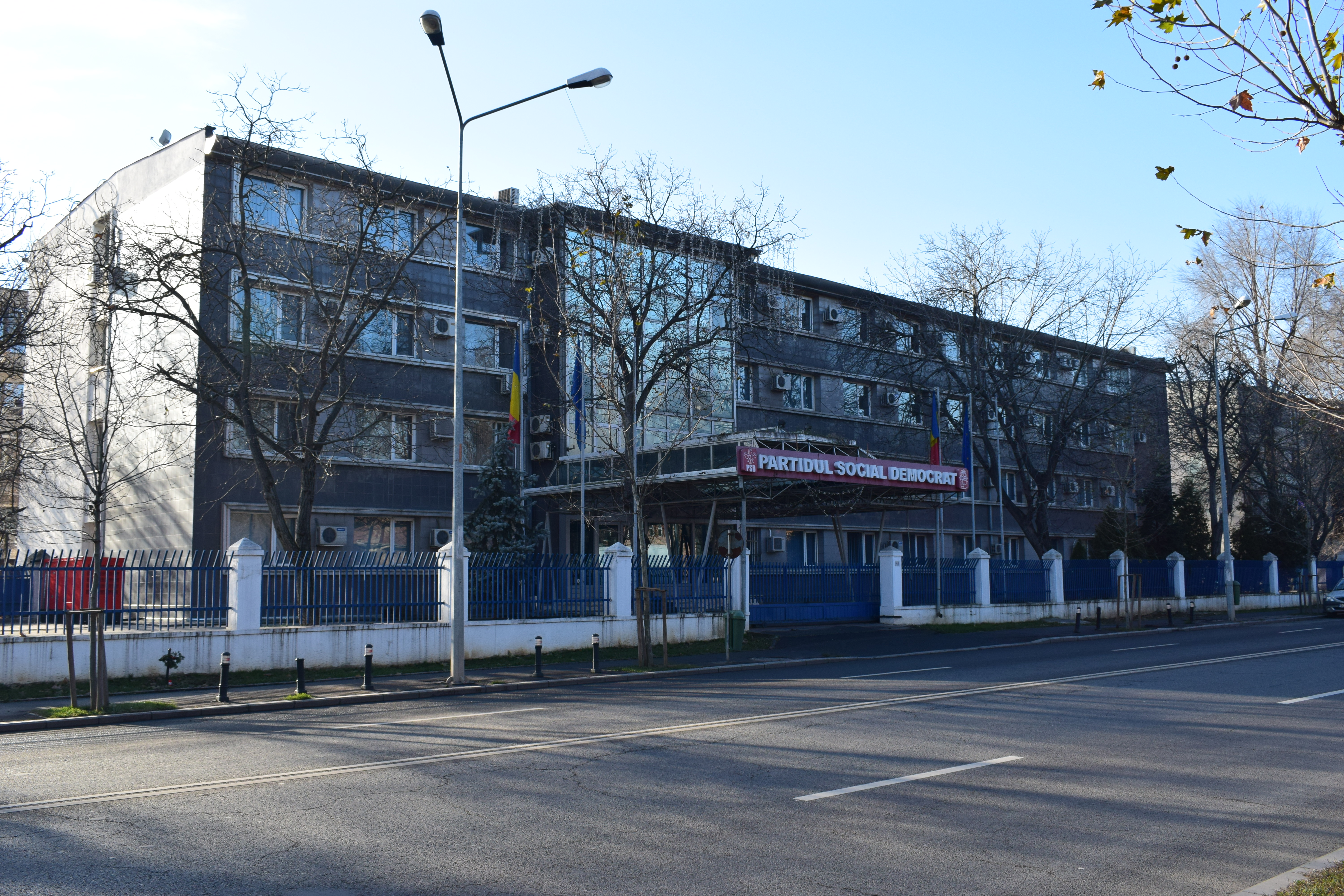
Sediul PSD din cartierul Băneasa (Bulevardul Ion Ionescu de la Brad nr. 1), tot în București

Partidul Social Democrat (PSD) este cel mai mare partid politic parlamentar din România, reprezentant al social-democrației în Parlamentul României. PSD este succesorul Frontului Salvării Naționale (FSN), care ulterior a fost cunoscut sub numele de Frontul Democrat al Salvării Naționale (FDSN) și, apoi, Partidul Democrației Sociale din România (PDSR). PSD se consideră continuatorul mișcării social-democrate istorice (Partidul Social Democrat Român, PSDR, un partid interbelic) de dinaintea instaurării regimului comunist.
Partidul a fost reprezentat timp de trei mandate la conducerea României de Ion Iliescu, fost secretar județean al PCR, și a guvernat singur sau a susținut guvernarea în mai multe perioade: între 1990 și 1996, 2000 și 2004, din nou între 2007 și 2009, apoi între 2012 și 2015 și din 2017 până în 2019. Din 2021, PSD se află din nou la guvernare alături de PNL și UDMR/RMDSZ (cu acesta din urmă doar până în 2023), în cadrul largii coaliții Coaliția Națională pentru România (CNR). Din 2023, PSD se află la guvernare alături de PNL, într-o formă bipartită a CNR.
În anul 2024, PSD este cel mai mare partid politic din România în ceea ce privește aleșii locali și parlamentari și deține cel mai mare număr de europarlamentari, având 10 dintr-un total de 33 de eurodeputați alocați României în Parlamentul European (PE).

## Istoric
La 6 februarie 1990, Frontul Salvării Naționale (FSN) s-a înscris în registrul partidelor politice, devenind astfel o mișcare populară după transformarea sa dintr-un organ provizoriu al puterii de stat. În aprilie 1990 a avut loc prima Conferință Națională a FSN, în cadrul căreia Ion Iliescu a fost ales președinte. Deși FSN a câștigat alegerile din 20 mai 1990, partidul era în pragul destrămării.
Convenția Națională a FSN din 16-17 martie 1991 a marcat prima încercare de a stabiliza partidul pe baze doctrinare. Potrivit moțiunii „Un viitor pentru România”, FSN a fost definit ca un „partid de centru-stânga inspirat din valorile social-democrației moderne europene”. Cu toate acestea, Convenția FSN din 27-29 martie 1992 a fost momentul în care diferențele de viziune au dus la divizarea partidului. Susținătorii moțiunii „Viitorul - Azi” au câștigat în urma votului, iar Petre Roman a devenit președintele FSN. Grupul care a pierdut alegerile interne a format un nou partid, Frontul Democrat al Salvării Naționale (FDSN).
La prima Conferință Națională a FDSN, care a avut loc în perioada 27-28 iunie 1992, s-a hotărât susținerea lui Ion Iliescu pentru alegerile prezidențiale. Deși susținătorii moțiunii „Viitorul - Azi” au reușit să se impună în interiorul FSN, aceștia au pierdut alegerile parlamentare din 1992.

### Formarea
La un an de la constituire, Frontul Democrat al Salvării Naționale (FDSN) și-a reafirmat orientarea social-democrată în cadrul Conferinței Naționale din 9-10 iulie 1993, când și-a schimbat denumirea în Partidul Democrației Sociale din România și l-a ales pe Oliviu Gherman în funcția de președinte. Totodată, s-a realizat fuziunea prin absorbție cu Partidul Republican, Partidul Solidarității Sociale, Partidul Cooperatist și Partidul Socialist Democratic din România.
La alegerile parlamentare din 27 septembrie 1992, FDSN, proaspăt înființat după sciziunea FSN, a obținut primul loc, iar Ion Iliescu a câștigat alegerile prezidențiale din același an cu 61,5% din voturi. Iliescu l-a numit pe Nicolae Văcăroiu în funcția de prim-ministru. Cu toate acestea, din postura de partid aflat la guvernare, PDSR a suferit un proces accentuat de erodare și a pierdut alegerile din toamna anului 1996.
La alegerile prezidențiale din 1996, Ion Iliescu a pierdut în fața candidatului Convenției Democrate (CDR), Emil Constantinescu. Datorită nenumăratelor greșeli ale partidelor din Convenție și a instabilității guvernelor CDR, PDSR a redevenit cea mai importantă forță politică din România, lucru care s-a dovedit la alegerile prezidențiale de peste patru ani.

### La guvernare (2000–2004)
În anul 2000, Ion Iliescu, candidatul Partidului Democrației Sociale din România (PDSR), a fost ales din nou Președinte al României, învingându-l detașat în al doilea tur de scrutin pe candidatul Partidului România Mare (PRM), Corneliu Vadim Tudor. Aceste alegeri prezidențiale au fost ultimele câștigate de stânga românească până în prezent. După acest moment, Adrian Năstase, până atunci secundul lui Iliescu, a preluat conducerea PDSR și, în urma mai multor fuziuni, în 2001, a redenumit partidul „Partidul Social Democrat” (PSD), prescurtat PSD, după fuziunea cu Partidul Social-Democrat Român. PD-ul condus de Traian Băsescu, un alt partid relevant de centru-stânga, a fost invitat la fuziune pentru a unifica toate forțele de stânga, dar Băsescu a refuzat.
În această perioadă, PSD a început apropierea de Partidul Socialiștilor Europeni (PES), a doua forță ca importanță din Parlamentul European, și s-a distanțat de istoria „tranziției politice” din anii '90. Guvernarea lui Adrian Năstase (2000-2004) a fost caracterizată de integrarea României în NATO și începutul procesului de integrare în Uniunea Europeană.
În anul 2000, PDSR, împreună cu Partidul Umanist Român (PUR), de orientare social-liberală, au constituit la 7 septembrie 2000 Polul Democrat-Social din România. Acest bloc electoral a câștigat alegerile legislative din noiembrie 2000. Una dintre clauzele contractului politic dintre cele două partide a fost realizarea fuziunii dintre cele două partide social-democrate. Astfel, în iunie 2001, a avut loc constituirea Partidului Social Democrat (PSD) din unificarea celor două partide.
La Congresul de constituire a PSD, Adrian Năstase a exprimat voința noii formațiuni de a reprezenta social-democrația modernă, dinamică, adaptată problemelor și priorităților actuale. În 2002, a fost publicat documentul „Spre normalitate – o viziune social-democrată modernă privind viitorul României”, care propunea principalele direcții de acțiune pentru perioada post-tranziție.
În februarie 2003, la reuniunea de la Snagov, Năstase a subliniat refacerea unității social-democrate pe baze ideologice clare și neconflictuale, precum și concilierea între tradiția și modernitatea stângii democrate românești. Procesul de unificare și modernizare a stângii românești a favorizat apropierea PSD de structurile social-democrate internaționale, precum Internaționala Socialistă și Partidul Socialiștilor Europeni. În iunie 2005, PSD a devenit membru cu drepturi depline al Partidului Socialiștilor Europeni. PSD a dezvoltat relații consistente de colaborare cu partidele social-democrate europene și a semnat acorduri de cooperare cu partide membre ale Internaționalei Socialiste. Perioada 2000-2004 a fost extrem de importantă pentru consolidarea PSD ca unic reprezentant al social-democrației în România. Cu toate acestea, supus unui proces de erodare inerent din cauza actului guvernării, PSD a intrat în opoziție după alegerile din noiembrie 2004.

### În opoziție (2004–2008)
În decembrie 2004, deși Adrian Năstase era pe prima poziție în sondajele de opinie, a pierdut dramatic alegerile prezidențiale în fața lui Traian Băsescu, candidatul Alianței Dreptate și Adevăr (DA). La începutul anului 2005, Ion Iliescu a preluat temporar conducerea social-democraților pentru a organiza un Congres de alegeri a structurilor de conducere din PSD.
Congresul din aprilie 2005 a desemnat noua conducere a partidului, iar Mircea Geoană a fost ales președinte. Geoană a exprimat dorința PSD de a-și consolida baza doctrinară și de a face o opoziție constructivă. A urmat o perioadă de repoziționări politice și structurale, orientate spre modernizare și o mai bună integrare în familia socialistă europeană. Unii lideri contestați, inclusiv cei anchetați de justiție, au părăsit partidul sau au fost îndepărtați din funcțiile deținute.
Congresul din 10 decembrie 2006 l-a reconfirmat în funcția de președinte al PSD pe Mircea Geoană, aducând la conducerea partidului o echipă tânără și dinamică, marcând sfârșitul perioadei de criză a partidului. Programul „România Socială” a încercat să ofere o viziune nouă, progresistă și europeană social-democrației române, precum și o alternativă la guvernarea de dreapta.

### Referendumul pentru votul uninominal 2007
La referendumul pentru adoptarea unei legi electorale bazate pe scrutinul majoritar în circumscripții uninominale în două tururi, cerut de președintele Traian Băsescu, PSD și-a exprimat sprijinul deplin pentru formula propusă, deoarece proiectul de vot uninominal fusese promovat și susținut de PSD timp de peste trei ani.
Președintele de onoare al PSD, Ion Iliescu, s-a opus public votului uninominal și a îndemnat la boicotarea referendumului, argumentând că sistemul uninominal nu va curăța clasa politică și va împiedica accesul în Parlament al celor care nu pot finanța campaniile și va elimina orice formă de control sau responsabilizare a parlamentarilor între alegeri.
Președintele PSD, Mircea Geoană, a anunțat că social-democrații vor propune în perioada următoare un proiect de lege pentru a asigura un control strict asupra finanțării campaniilor electorale.

### Participarea la guvernare, 2008
La alegerile parlamentare din 2008, PSD a participat într-o alianță cu Partidul Conservator (PC), obținând cu 3 mandate mai puțin decât primul partid clasat, Partidul Democrat Liberal (PDL). În urma negocierilor post-electorale, s-a stabilit o coaliție de guvernare între PDL și Alianța PSD+PC, care împreună dețineau 75% din totalul mandatelor Parlamentului României.

### Ieșirea de la guvernare și alegerile prezidențiale din 2009
După remanierea Ministrului Administrației și Internelor de către premierul Emil Boc, PSD a părăsit Guvernul Emil Boc la 2 octombrie 2009.
La alegerile prezidențiale din 2009, Mircea Geoană a pierdut al doilea tur în fața lui Traian Băsescu (PDL), care a devenit astfel Președinte al României pentru a doua oară consecutiv. După pierderea alegerilor, la Congresul partidului din februarie 2010, Grupul Reformator de la Cluj (liderii PSD din Transilvania) l-a abandonat pe Mircea Geoană și s-a alăturat lui Victor Ponta. Astfel, Victor Ponta a devenit noul președinte al PSD și, bazându-se pe vechea alianță cu PNL și Crin Antonescu din turul al doilea al alegerilor prezidențiale din 2009, a început negocierile pentru o ulterioară alianță în opoziție între cele două partide, alianța care avea să devină Uniunea Social-Liberală (USL).

### Alianța politică USL (2011–2014)
La 6 februarie 2011, PSD a format Uniunea Social-Liberală (USL) împreună cu Alianța de Centru-Dreapta (ACD), alcătuită din Partidul Conservator (PC) și Partidul Național Liberal (PNL). USL a fost creată ca o alternativă la guvernările succesive Boc și Ungureanu și a devenit rapid cea mai puternică coaliție politică de la începutul anilor 2000, fiind cotată în sondaje cu peste 55-60% din voturile electoratului pentru alegerile locale și parlamentare din 2012.
După demiterea Guvernului Mihai Răzvan Ungureanu de către Parlament, printr-o moțiune de cenzură depusă de USL, președintele Traian Băsescu l-a desemnat pe Victor Ponta să formeze un nou guvern. USL a câștigat detașat alegerile locale și parlamentare din 2012, iar Victor Ponta a fost reconfirmat în funcția de prim-ministru.
În 2013, neînțelegerile din organizațiile locale ale USL au dus la destrămarea alianței. După ruperea USL, în contextul măsurilor social-democrate luate de Guvernul Ponta și al disputelor din PNL, PSD a obținut jumătate din mandatele de europarlamentari alocați României la alegerile din primăvara anului 2014. Deși forțele de dreapta (Alianța Creștin Liberală, ACL) au pierdut alegerile, au reușit să mobilizeze un electorat de dreapta pentru alegerile prezidențiale de la finalul anului.
La alegerile prezidențiale din 2014, Victor Ponta, candidatul PSD, a fost învins de Klaus Iohannis, candidatul Alianței Creștin Liberale (PNL-PDL) și primar al Sibiului. Deși Ponta a fost considerat mare favorit la începutul campaniei, Iohannis a câștigat alegerile. După incendiul de la Clubul Colectiv din București și a protestele de stradă care au urmat, Victor Ponta a demisionat din funcția de prim-ministru în 2015. La Congresul extraordinar al PSD din vara aceluiași an, Ponta i-a cedat funcția de președinte lui Liviu Dragnea. Sub conducerea lui Dragnea, PSD a devenit un jucător major în alegerile locale și parlamentare din 2016, obținând cele mai multe mandate de primari și președinți de consilii județene și 47% din voturile la alegerile parlamentare

### La guvernare (2017–2019)
Împreună cu ALDE, condus de Călin Popescu-Tăriceanu, PSD a format trei guverne între 2017 și 2019:
- Guvernul Sorin Grindeanu: Demis printr-o moțiune de cenzură depusă de PSD, ceea ce a dus la excluziunea lui Victor Ponta din partid și aderarea sa la PRO România.
- Guvernul Mihai Tudose: A demisionat după ce a pierdut susținerea conducerii PSD.
- Guvernul Viorica Dăncilă: Demisă prin moțiune de cenzură în septembrie 2019.

În urma tentativelor de modificare a Legilor justiției și a comunicării deficitare a măsurilor economice și sociale, PSD a fost criticat intens în mass-media și pe rețelele de socializare. Mitingurile de protest, în special violențele de la mitingul diasporei din 10 august 2018, au amplificat aceste critici, ducând la un minim istoric de voturi pentru PSD la alegerile europarlamentare din 2019. După această înfrângere, Liviu Dragnea, președintele PSD, a fost arestat și încarcerat la Penitenciarul Rahova.
La Congresul din iunie 2019, Viorica Dăncilă a devenit noul președinte al PSD și candidatul partidului la alegerile prezidențiale din noiembrie 2019. Deși nu era considerată o favorită, Dăncilă a obținut 23% din voturi în primul tur, consolidând a doua poziție a PSD în fața USR. În al doilea tur, a obținut 34% din voturi, dar a pierdut în fața lui Klaus Iohannis, candidatul PNL.
După pierderea alegerilor, pe 26 noiembrie 2019, toată conducerea națională a PSD a demisionat, cu excepția președintelui executiv Eugen Teodorovici. Biroul Permanent Național al partidului a fost dizolvat, iar Marcel Ciolacu, președinte al Camerei Deputaților, a fost ales președinte interimar al PSD. Ciolacu, împreună cu un Comitet de organizare, a fost însărcinat să pregătească Congresul PSD de alegeri din ianuarie-februarie 2020.

### Guvernele Orban (PNL) și pandemia de COVID-19 (2019–2020)
La 4 noiembrie 2019, guvernul minoritar condus de Ludovic Orban a fost învestit. Pe 24 noiembrie 2019, Viorica Dăncilă a pierdut alegerile prezidențiale cu 34% față de 66% pentru Klaus Iohannis. În contextul alegerilor parlamentare anticipate planificate pentru iunie 2020, PSD a susținut moțiuni de cenzură împotriva guvernului Orban. 
La 5 februarie 2020, guvernul Orban a fost demis prin moțiune de cenzură. Florin Cîțu a fost propus ca premier, dar a demisionat, iar pe 14 martie 2020, guvernul Orban 2 a fost învestit cu voturile parlamentarilor PSD, pe fondul pandemiei de COVID-19. 
Pe durata pandemiei, PSD a criticat acțiunile guvernului pentru gestionarea coronavirusului și a susținut teorii ale conspirației, minimizând existența virusului. În toamna lui 2020, PSD a adus în prim-plan candidați pentru alegerile parlamentare, precum Alexandru Rafila. PSD a câștigat alegerile parlamentare din 2020, dar nu a reușit să obțină majoritatea parlamentară, susținându-l pe Alexandru Rafila pentru funcția de prim-ministru.

### În opoziție (2020–2021)
Guvernul Cîțu a fost învestit pe 21 decembrie 2020, cu sprijinul PNL, USR-PLUS și UDMR/RMDSZ, formând o majoritate parlamentară. PSD a rămas în opoziție, criticând măsurile guvernării și Planul Național de Reconstrucție și Reziliență. PSD a depus o moțiune de cenzură pe 24 iunie 2021, dar aceasta a eșuat.
În toamna lui 2021, după ce USR-PLUS a părăsit coaliția de guvernare, PSD a prezentat propria moțiune, care a obținut un număr record de 281 de voturi pentru, demitând astfel Guvernul Cîțu. Președintele PSD, Marcel Ciolacu, a declarat că PSD ar putea susține suspendarea președintelui Klaus Iohannis.

### Guvernele CNR

#### Guvernul PSD-PNL-UDMR/RMDSZ (2021–2023)
După demiterea guvernului, PSD a susținut ideea alegerilor anticipate, dar pe 25 noiembrie 2021, o majoritate parlamentară formată din PSD, PNL și UDMR/RMDSZ a votat învestirea Guvernului Ciucă, una dintre cele mai mari coaliții din istoria post-decembristă a României. Conform acordului, Nicolae Ciucă a fost prim-ministru până pe 25 mai 2023, iar PSD a preluat funcția de premier, Marcel Ciolacu devenind prim-ministru.

#### Guvernul PSD-PNL (15 iunie 2023 – 23 decembrie 2024)
Guvernul Marcel Ciolacu (1), instalat la 15 iunie 2023 în urma rotativei dintre PSD și PNL, a fost marcat de încercarea de a menține stabilitatea într-un context economic dificil și politic tensionat. Marcel Ciolacu a preluat funcția de prim-ministru într-o perioadă cu inflație ridicată, deficit bugetar și nemulțumiri sociale crescânde. Cea mai importantă măsură a fost reforma fiscală din toamna lui 2023, prin care guvernul a crescut unele taxe și a redus cheltuielile publice, pentru a respecta condițiile impuse de Comisia Europeană. Aceste schimbări au stârnit proteste din partea profesorilor, medicilor și altor categorii, care au cerut salarii mai mari și condiții mai bune. Relația dintre PSD și PNL s-a deteriorat treptat, mai ales în contextul alegerilor din 2024, când cele două partide au candidat separat. Guvernul și-a încheiat activitatea la 23 decembrie 2024, odată cu  încheierea   legislaturii 2020–2024 a Parlamentului României și organizarea alegerilor parlamentare.

## Ideologie și platformă
Ca și omologii săi la nivel național din Partidul Socialiștilor Europeni (PES), are o viziune de centru-stânga și a fost descris ca guvernând ca centru-stânga, dar a fost descris și ca pragmatic, datorită politicii sale sincretice. PSD s-a format ca urmare a fuziunii Partidului Social-Democrat Român (PSDR), care avea o ideologie social-democrată internaționalistă, cu Partidul Democrației Sociale din România (PDSR), a cărui guvernare era marcată de o combinație de social-democrație, socialism democratic, laburism, pragmatism, populism de stânga, și naționalism. Absorbția din 2003 a Partidul Socialist al Muncii (PSM) și a Partidului Socialist al Renașterii Naționale (PSRN) a condus la consolidarea componentei naționalismului de stânga în cadrul partidului. Până în 2021, spre deosebire de majoritatea membrilor PES din Europa de Vest și ca și alte partide social-democrate de centru-stânga similare din Europa Centrală și de Est postcomunistă, acesta a adoptat o viziune eurosceptică mai blândă, deși este neutru în ceea ce privește integrarea europeană. PSD a declarat că susține aderarea la UE și NATO. Partidul este mai conservator decât PES atunci când vine vorba de probleme sociale, reflectând perspectiva social-conservatoare a țării, inclusiv în omologul său de centru-dreapta, Partidul Național Liberal (PNL). A fost descris ca un partid social-democrat naționalist de stânga și populist de stânga.
Partidul a fost descris ca având o retorică și politici economice de centru-stânga, fiind în același timp mai conservator în chestiuni personale și etice. Potrivit lui Florin Poenaru, „mișcarea condusă de Ion Iliescu a fost de la bun început partidul capitaliștilor locali și nu al proletariatului industrial. ... PSD a fost partidul care a agregat interesele capitaliștilor autohtoni, dar a cărui bază electorală a fost fostul proletariat industrial.” Poenaru afirmă că PSD nu a spus niciodată nu agendei neoliberale, ci a aplicat-o destul de lent. Andrei Pleșu a declarat la un moment dat că principalele partide românești postcomuniste nu acționează în funcție de vreo ideologie sau doctrină.
Analistul politic Radu Magdin a declarat că PSD este „un partid catch-all: valorile sale sunt conservatoare, politica sa economică este liberală și are o retorică socială, de stânga, atunci când vine vorba de politici publice”. Un exemplu este apelul lor atât pentru reducerea impozitelor, cât și pentru creșterea pensiilor și salariilor în 2016. Perspectiva sa mai conservatoare se datorează naturii social-conservatoare a țărilor postcomuniste și a fost adoptată atât de centru-stânga (PSD), cât și de centru-dreapta (PNL). Pentru Cornel Ban, profesor asistent de relații internaționale la Pardee School of Boston University, PSD este o anomalie în Europa de Est prin faptul că a fost un teren de joacă ideal pentru partidele populiste de dreapta, dar a văzut stânga politică câștigând în mod obișnuit; acest lucru s-a datorat în parte faptului că dreapta politică și extrema dreaptă au fost la guvernare, inclusiv la nivel local, în timpul decăderilor postcomuniste care au rămas în mintea multor alegători. Jurnalistul Jean-Baptiste Chastand a declarat că guvernul pro-european condus de PSD în România a luat o turnură conservatoare națională. Istoricul Ioan Stanomir a declarat că PSD este un partid conservator, care nu are nimic de-a face cu stânga, în timp ce jurnalistul Bogdan Tiberiu Iacob a descris partidul ca fiind progresist-conservator. De asemenea, PSD s-a opus cotelor obligatorii de refugiați. Jurnalistul Daniel Mihăilescu a etichetat partidul ca fiind național populist. Deutsche Welle a declarat că, spre deosebire de majoritatea partidelor social-democrate europene, PSD este împotriva progresismului social și este puternic conservator. Jurnalistul și filozoful Andrei Cornea a mai afirmat că PSD nu este un partid social-democrat, ci unul patrimonial-conservator, structurat în jurul vasalității și clientelismului, al cărui bazin electoral esențial este format dintr-un popor sărac, ignorant și mai ales lipsit de conștiință civică. PSD are și facțiuni etno-naționaliste. Sub conducerea lui Dragnea, PSD a fost descris ca național-populist și suveranist.
În ceea ce privește drepturile LGBT, în general, PSD se opune recunoașterii căsătoriilor și parteneriatelor civile între persoane de același sex. Cu toate acestea, în 2018, președintele PSD de atunci, Liviu Dragnea, a dat de înțeles că PSD ar putea susține recunoașterea parteneriatului civil. De asemenea, în ianuarie 2001, guvernul dominat de PSD, Adrian Năstase, a fost cel care a adoptat Ordonanța de urgență nr. 89/2001, care a eliminat art. 200 din Codul Penal și a adaptat alte articole care se refereau la infracțiunile sexuale pentru a evita tratamentul discriminatoriu al infractorilor, legalizând astfel relațiile între persoane de același sex. Această ordonanță a intrat în vigoare în ianuarie 2002, după ce președintele Ion Iliescu (fondatorul PSD) a semnat noua lege. Cu toate acestea, fostul președinte al social-democraților, Marcel Ciolacu, a fost un adversar puternic al recunoașterii căsătoriei și parteneriatului civil între persoane de același sex.
Partidul are legături puternice cu Biserica Ortodoxă Română (BOR), reflectând conservatorismul social al partidului.

## Simbolistică

Vechea siglă a PSD (folosită înainte de 2006)

Actuala siglă a PSD (2006-prezent)

Semnul electoral al Partidului Social Democrat (PSD) este reprezentat de trei boboci de trandafir cu tulpinile intersectându-se la bază, inscripționat cu acronimul PSD pe un fundal roșu. Trandafirul simbolizează social-democrația, fiind un emblema comună pentru partidele de acest tip din Europa. În România, acest simbol a fost folosit anterior de Partidul Democrat (PD), care a avut legături cu Internaționala Socialistă.
În 2006, PSD a adoptat o versiune simplificată a siglei, constând dintr-un pătrat roșu cu inițialele partidului scrise în alb. Partidul a schimbat culorile de la albastru și alb la roșu și alb, subliniind astfel apartenența sa la Partidul Socialiștilor Europeni.
De-a lungul timpului, PSD a folosit diverse motto-uri, cum ar fi:
- „PSD - Un nou capitol” (2005-2006)
- „Pe primul loc oamenii” (2006-2016)
- „Mândri că suntem români” și „Președintele care unește” (2014)
- „Îndrăznește să crezi în România” (2016)
- „Alături de fiecare român” (2019)

Speculațiile privind modificarea siglei PSD s-au dovedit nefondate, fiind adesea generate de confuzii cu logoul Programului Managerilor de Campanie sau mascotele folosite la evenimente.

## Fuziuni și desprinderi
Frontul Democrat al Salvării Naționale (FDSN) s-a format în martie 1992, prin desprinderea unei aripi majoritare din FSN, condusă de Ion Iliescu.
În iulie 1993, FDSN a fuzionat cu Partidul Republican, Partidul Cooperatist și Partidul Socialist Democratic Român, devenind Partidul Democrației Sociale din România (PDSR). Un an mai târziu, în 1994, PDSR a absorbit Partidul Solidarității Sociale (PSS), înființat de Miron Mitrea. În 1999, PDSR a continuat să se extindă prin fuziuni, asimilând Partidul Protecției Sociale (PPS) în iulie și Partidul Național al Automobiliștilor în august.
Pe 16 iunie 2001, PDSR a fuzionat cu Partidul Social-Democrat Român (PSDR), formând Partidul Social Democrat (PSD).
În iulie 2003, PSD a absorbit Partidul Socialist al Muncii (PSM), fondat de Ilie Verdeț, și Partidul Socialist al Renașterii Naționale (PSRN), desprins din Partidul România Mare (PRM) și condus de Ion Radu.

### Partide desprinse din PSD
- 1997 - Alianța pentru România (ApR)
- 2010 - Uniunea Națională pentru Progresul României (UNPR)
- 23 aprilie 2015 - Partidul România Unită (PRU)
- 3 septembrie 2017 - PRO România (PRO)
- 19 septembrie 2021 - Alianța pentru Patrie (PAINE/ApP)

## Structura și organizarea PSD

### Structura Centrală
Președintele Partidului Social Democrat (PSD) conduce activitatea generală a partidului și răspunde în fața Congresului. Acesta este ales pentru un mandat de 4 ani prin vot secret și reprezintă partidul în relațiile cu autoritățile publice și alte organizații.
Președintele de Onoare este desemnat de Congres, având un mandat de 4 ani, și participă la lucrările organelor naționale de conducere.
Secretarul general coordonează serviciile funcționale la nivel central și relațiile cu organizațiile locale și județene. El este responsabil de Secretariatul Executiv al PSD, format din 7-9 secretari executivi desemnați de Comitetul Executiv Național (CExN) la propunerea președintelui PSD.
Biroul Permanent Național (BPN) este organismul de analiză și decizie operativă al partidului, având următoarele responsabilități:
- Organizează și conduce activitatea curentă a partidului.
- Elaborează proiecte de hotărâri pentru CExN.
- Coordonează comisiile de lucru și grupurile de analiză politică.

Comisia Națională de Arbitraj și Integritate Morală (CNAIM) monitorizează respectarea Statutului PSD și soluționează contestațiile legate de hotărârile partidului.
Comitetul Executiv Național (CExN) coordonează activitatea partidului între ședințele Consiliului Național. Este format din președintele PSD, președintele de onoare, secretarul general, vicepreședinții, liderii organizațiilor locale și președintele organizațiilor de tineret și femei. CExN se reunește o dată la două luni pentru a hotărî asupra problemelor majore ale partidului.
Consiliul Național (CN) este organul de conducere al PSD între congrese, compus din maximum 751 de membri aleși de Conferințele județene. CN validează hotărârile CExN și gestionează campaniile electorale.
Congresul PSD este forul suprem de conducere, convocat o dată la 4 ani, care adoptă Statutul și Programul politic al partidului, alege președintele PSD și stabilește direcțiile strategice.

#### Tineretul Social Democrat (TSD)
Tineretul Social Democrat (TSD) este organizația de tineret a PSD, având membri cu vârsta între 18 și 35 de ani, dar acceptând și tineri de 16 ani. Obiectivele TSD includ:
- Analizarea stării tineretului din România,
- Crearea de politici adresate tinerilor, incluse în programul electoral și de guvernare al partidului,
- Inițierea de programe sociale, economice, politice și culturale,
- Promovarea tinerilor în structurile de decizie ale partidului.

TSD include organizații precum Liga Studenților și Liga Elevilor și este afiliată la organizațiile internaționale de tineret social-democrat, IUSY și ECOSY. Președintele actual al TSD este Petru Bogdan Cojocaru.

#### Organizația de Femei
Organizația de Femei a PSD își propune să asigure participarea activă a femeilor în viața politică. Aceasta urmărește egalitatea de șanse și protecția copiilor și familiei, având structuri locale și asociații de femei social-democrate.

#### Organizația de Pensionari a PSD
Organizația Pensionarilor Social-Democrați (OPSD) reprezintă pensionarii din PSD și dezvoltă strategii pentru protecția socială a persoanelor vârstnice. Obiectivele OPSD includ:
- Organizarea de activități pentru pensionari,
- Colaborarea cu biserica și ONG-uri pentru ajutorarea persoanelor aflate în dificultăți sociale,
- Propunerea de îmbunătățiri legislative pentru viața pensionarilor.

#### Relația cu societatea civilă
Institutul Social Democrat Ovidiu Șincai (ISD) este un centru de cercetare și educație politică, care efectuează cercetări privind revoluția română, și dezvoltarea social-democrației. Activitățile ISD includ elaborarea de programe politice și inițierea de schimburi de idei cu structuri similare.
PSD sprijină activitățile sindicatelor pentru protecția socială și organizează consultări periodice cu acestea pentru a aborda problemele sociale.

### Structura locală
Organizarea PSD este structurată administrativ-teritorial, cuprinzând:
- Grupe de membri,
- Organizații locale, de regulă pe raza secțiilor de votare,
- Organizații teritoriale (comunale, orășenești, municipale, de sector),
- Organizații județene și ale municipiului București.

Fiecare organizație are autonomie în desfășurarea activităților politice.

## Rezultate electorale

### Alegeri prezidențiale
| An   | Candidat        | Alianță     | Primul tur | Primul tur | Primul tur | Al doilea tur    | Al doilea tur    | Al doilea tur    | Rezultat             |
| An   | Candidat        | Alianță     | Voturi     | Procente   | +/-        | Voturi           | Procente         | +/-              | Rezultat             |
| ---- | --------------- | ----------- | ---------- | ---------- | ---------- | ---------------- | ---------------- | ---------------- | -------------------- |
| 1990 | Ion Iliescu     | N/A         | 12.232.498 | 85,07%     | N/A        | N/A              | N/A              | N/A              | Ales președinte.     |
| 1992 | Ion Iliescu     | N/A         | 5.633.456  | 47,34%     | ▼ 37,73%   | 7.393.429        | 61,43%           | N/A              | Reales președinte.   |
| 1996 | Ion Iliescu     | N/A         | 4.081.093  | 32,25%     | ▼ 15,09%   | 5.914.579        | 45,59%           | ▼ 15,84%         | A pierdut alegerile. |
| 2000 | Ion Iliescu     | N/A         | 4.076.273  | 36,35%     | ▲ 4,10%    | 6.696.623        | 66,83%           | ▲ 21,24%         | Reales președinte.   |
| 2004 | Adrian Năstase  | PSD+PUR     | 4.278.864  | 40,97%     | ▲ 4,62%    | 4.881.520        | 48,77%           | ▼ 18,06%         | A pierdut alegerile. |
| 2009 | Mircea Geoană   | PSD+PC      | 3.027.838  | 31,15%     | ▼ 9,82%    | 5.206.747        | 49,66%           | ▲ 0,89%          | A pierdut alegerile. |
| 2014 | Victor Ponta    | PSD–UNPR–PC | 3.836.093  | 40,44%     | ▲ 9,29%    | 5.264.383        | 45,56%           | ▼ 4,10%          | A pierdut alegerile. |
| 2019 | Viorica Dăncilă | N/A         | 2.051.725  | 22,26%     | ▼ 18,18%   | 3.339.922        | 33,91%           | ▼ 11,65%         | A pierdut alegerile. |
| 2024 | Marcel Ciolacu  | N/A         | 1.769.760  | 19,15%     | ▼ 3,11%    | Nu s-a calificat | Nu s-a calificat | Nu s-a calificat | A pierdut alegerile. |
| 2024 | Marcel Ciolacu  | N/A         | 1.769.760  | 19,15%     | ▼ 3,11%    | Nu s-a calificat | Nu s-a calificat | Nu s-a calificat | Alegeri anulate      |
| 2025 | Crin Antonescu  | A.RO        | 1.892.930  | 20,07%     | ▲ 0,92%    | Nu s-a calificat | Nu s-a calificat | Nu s-a calificat | A pierdut alegerile. |

### Alegeri parlamentare
|  |

|  |

| An   | Voturi              | Procente      | Alianță | Camera Deputaților | +/-      | Senat    | +/-      | Poziție | Rezultat                                               | Guvern                                                                         |
| ---- | ------------------- | ------------- | ------- | ------------------ | -------- | -------- | -------- | ------- | ------------------------------------------------------ | ------------------------------------------------------------------------------ |
| 1990 | 9.089.659 9.353.006 | 66,31% 67,02% | -       | 263 / 341          | N/A      | 91 / 143 | N/A      | 1       | Guvern (1990–1992)                                     | Roman I (1989–1990) Roman II (1990–1991) Roman III (1991) Stolojan (1991–1992) |
| 1992 | 3.015.708 3.102.201 | 27,72% 28,29% | -       | 117 / 341          | ▼ 38,59% | 49 / 143 | ▼ 38,73% | 1       | Guvern (1992–1996)                                     | Văcăroiu (1992–1996)                                                           |
| 1996 | 2.836.011           | 21,52% 23,08% | -       | 91 / 343           | ▼ 6,20%  | 41 / 143 | ▼ 5,21%  | 2       | Opoziție (1996–2000)                                   | Ciorbea (1996–1998) Vasile (1998–1999) Isărescu (1999–2000)                    |
| 2000 | 3.968.464 4.040.212 | 36,61% 37,09% | -       | 155 / 345          | ▲ 15,09% | 65 / 140 | ▲ 14,01% | 1       | Guvern minoritar (2000–2004)                           | Năstase (2000–2004)                                                            |
| 2004 | 3.798.607 3.760.560 | 36,63% 37,16% | PSD+PUR | 132 / 332          | ▲ 0,02%  | 57 / 137 | ▲ 0,07%  | 1       | Opoziție (2004–2007)                                   | Tăriceanu I (2004–2007)                                                        |
| 2004 | 3.798.607 3.760.560 | 36,63% 37,16% | PSD+PUR | 132 / 332          | ▲ 0,02%  | 57 / 137 | ▲ 0,07%  | 1       | Susținător al guvernului (2007–2008)                   | Tăriceanu II (2007–2008)                                                       |
| 2008 | 2.352.968           | 33,09% 34,16% | PSD+PC  | 114 / 334          | ▼ 3,54%  | 49 / 137 | ▼ 3,00%  | 2       | Guvern cu PDL (2008–2009)                              | Boc I (2008–2009)                                                              |
| 2008 | 2.352.968           | 33,09% 34,16% | PSD+PC  | 114 / 334          | ▼ 3,54%  | 49 / 137 | ▼ 3,00%  | 2       | Opoziție (2009–2012)                                   | Boc II (2009–2012)                                                             |
| 2008 | 2.352.968           | 33,09% 34,16% | PSD+PC  | 114 / 334          | ▼ 3,54%  | 49 / 137 | ▼ 3,00%  | 2       | Guvern cu PNL (2012)                                   | Ponta I (2012)                                                                 |
| 2012 | 4.457.526 4.344.288 | 58,61% 60,07% | USL     | 145 / 412          | ▲ 25,52% | 59 / 176 | ▲ 25,91% | 1       | Guvern cu PNL (2012–2014)                              | Ponta II (2012–2014) Ponta III (2014) Ponta IV (2014–2015)                     |
| 2012 | 4.457.526 4.344.288 | 58,61% 60,07% | USL     | 145 / 412          | ▲ 25,52% | 59 / 176 | ▲ 25,91% | 1       | Susținător al guvernului (2015–2017)                   | Cioloș (2015–2017)                                                             |
| 2016 | 3.204.864 3.221.786 | 45,67% 45,68% | -       | 154 / 329          | ▼ 12,94% | 67 / 136 | ▼ 14,39% | 1       | Guvern cu ALDE (2017–2019)                             | Grindeanu (2017) Tudose (2017–2018)                                            |
| 2016 | 3.204.864 3.221.786 | 45,67% 45,68% | -       | 154 / 329          | ▼ 12,94% | 67 / 136 | ▼ 14,39% | 1       | Guvern minoritar (2019)                                | Dăncilă (2018–2019)                                                            |
| 2016 | 3.204.864 3.221.786 | 45,67% 45,68% | -       | 154 / 329          | ▼ 12,94% | 67 / 136 | ▼ 14,39% | 1       | Opoziție (2019–2020)                                   | Orban I (2019–2020) Orban II (2020)                                            |
| 2020 | 1.705.786 1.732.289 | 28,90% 29,32% | -       | 110 / 329          | ▼ 16,77% | 47 / 136 | ▼ 16,36% | 1       | Opoziție (2020–2021)                                   | Cîțu (2020–2021)                                                               |
| 2020 | 1.705.786 1.732.289 | 28,90% 29,32% | -       | 110 / 329          | ▼ 16,77% | 47 / 136 | ▼ 16,36% | 1       | Guvern cu PNL și UDMR/RMDSZ (2021–2023)                | Ciucă (2021–2023)                                                              |
| 2020 | 1.705.786 1.732.289 | 28,90% 29,32% | -       | 110 / 329          | ▼ 16,77% | 47 / 136 | ▼ 16,36% | 1       | Guvern cu PNL (2023–2024)                              | Ciolacu I (2023–2024)                                                          |
| 2024 | 2.030.144 2.065.087 | 22,30% 21,96% | -       | 86 / 331           | ▼ 6,60%  | 36 / 134 | ▼ 7,36%  | 1       | Guvern cu PNL și UDMR/RMDSZ (2024–2025)                | Ciolacu II (2024–2025)                                                         |
| 2024 | 2.030.144 2.065.087 | 22,30% 21,96% | -       | 86 / 331           | ▼ 6,60%  | 36 / 134 | ▼ 7,36%  | 1       | Guvern cu PNL, USR, REPER și UDMR/RMDSZ (2025–prezent) | Bolojan (2025–prezent)                                                         |

### Alegeri europarlamentare
| An   | Voturi    | Procente | Alianță     | Mandate | +/-      | Poziție | Partidul UE | Grupul PE |
| ---- | --------- | -------- | ----------- | ------- | -------- | ------- | ----------- | --------- |
| 2007 | 1.184.018 | 23,11%   | N/A         | 10 / 35 | N/A      | 2       | PES         | S&D       |
| 2009 | 1.504.218 | 31,07%   | PSD+PC      | 10 / 33 | ▲ 7,96%  | 1       | PES         | S&D       |
| 2014 | 2.093.237 | 37,60%   | PSD–UNPR–PC | 12 / 32 | ▲ 6,53%  | 1       | PES         | S&D       |
| 2019 | 2.040.765 | 22,51%   | N/A         | 9 / 32  | ▼ 15,09% | 2       | PES         | S&D       |
| 2024 | 4.341.686 | 48,55%   | CNR         | 10 / 33 | ▲ 26,04% | 1       | PES         | S&D       |

### Alegeri locale
| An   | Voturi    | Procente | Alianță | Primari       | Consilieri locali | Consilieri județeni | Președinți de consilii județene | +/-      | Poziție |
| ---- | --------- | -------- | ------- | ------------- | ----------------- | ------------------- | ------------------------------- | -------- | ------- |
| 1992 | N/A       | 47,74%   | N/A     | 1.405 / 2.943 | 16.047 / 39.781   | 576 / 1.701         | 30 / 41                         | N/A      | 1       |
| 1996 | 2.713.095 | 26,28%   | N/A     | 928 / 2.900   | 9.483 / 39.718    | 290 / 1.718         | 17 / 41                         | ▼ 21,46% | 1       |
| 2000 | 2.241.930 | 27,44%   | N/A     | 1.051 / 2.954 | 11.380 / 39.718   | 496 / 1.718         | 29 / 41                         | ▲ 1,16%  | 1       |
| 2004 | 3.908.895 | 41,83%   | N/A     | 1.702 / 3.137 | 14.990 / 40.031   | 543 / 1.436         | 19 / 41                         | ▲ 14,39% | 1       |
| 2008 | 2.722.023 | 30,79%   | PSD+PC  | 1.138 / 3.179 | 12.137 / 40.094   | 452 / 1.393         | 17 / 41                         | ▼ 11,04% | 2       |
| 2012 | 4.260.709 | 45,85%   | USL     | 1.351 / 3.180 | 13.415 / 40.022   | 723 / 1.338         | 22 / 41                         | ▲ 15,06% | 1       |
| 2016 | 2.890.344 | 37,58%   | N/A     | 1.677 / 3.180 | 16.648 / 40.022   | 579 / 1.338         | 29 / 41                         | ▼ 8,27%  | 1       |
| 2020 | 1.815.082 | 30,34%   | N/A     | 1.362 / 3.180 | 13.820 / 40.022   | 362 / 1.338         | 20 / 41                         | ▼ 7,24%  | 2       |
| 2024 | 3.045.567 | 34,74%   | CNR     | 1.677 / 3.180 | 16.509 / 40.022   | 550 / 1.338         | 25 / 41                         | ▲ 4,40%  | 1       |

#### Primarul Municipiului București
| An   | Candidat            | Alianță    | Primul tur | Primul tur | Primul tur | Al doilea tur | Al doilea tur | Al doilea tur | Poziție |
| An   | Candidat            | Alianță    | Voturi     | Procente   | +/-        | Voturi        | Procente      | +/-           | Poziție |
| ---- | ------------------- | ---------- | ---------- | ---------- | ---------- | ------------- | ------------- | ------------- | ------- |
| 1992 | Cazimir Ionescu     | N/A        | N/A        | 31,45%     | N/A        | N/A           | 44,12%        | N/A           | 2       |
| 1996 | Ilie Năstase        | N/A        | N/A        | 30,38%     | ▼ 1,07%    | N/A           | 43,26%        | ▼ 0,86%       | 2       |
| 2000 | Sorin Oprescu       | N/A        | 260.689    | 41,16%     | ▲ 10,78%   | 353.038       | 49,31%        | ▲ 6,05%       | 2       |
| 2004 | Mircea Geoană       | N/A        | 225.774    | 29,74%     | ▼ 11,42%   | N/A           | N/A           | N/A           | 2       |
| 2008 | Cristian Diaconescu | PSD+PC     | 66.535     | 12,33%     | ▼ 17,41%   | N/A           | N/A           | N/A           | 3       |
| 2012 | Sorin Oprescu       | USL        | 430.512    | 53,79%     | ▲ 41,46%   | N/A           | N/A           | N/A           | 1       |
| 2016 | Gabriela Firea      | N/A        | 246.553    | 42,97%     | ▼ 10,82%   | N/A           | N/A           | N/A           | 1       |
| 2020 | Gabriela Firea      | PSD–PPU-SL | 250.690    | 37,97%     | ▼ 5,00%    | N/A           | N/A           | N/A           | 2       |
| 2024 | Gabriela Firea      | N/A        | 151.598    | 22,34%     | ▼ 15,63%   | N/A           | N/A           | N/A           | 2       |

### Cronologia rezultatelor
| An | RO   | UE   |      | AB   | AR   | AG   | BC   | BH   | BN   | BT   | BV   | BR   | B    | BZ   | CS   | CL   | CJ   | CT   | CV   | DB   | DJ   | GL   | GR   | GJ   | HR   | HD   | IL   | IS   | IF   | MM   | MH   | MS   | NT   | OT   | PH   | SM   | SJ   | SB   | SV   | TR   | TM   | TL   | VS   | VL   | VN  |  |  |  |  |  |  |  |  |  |  |  |  |  |  |  |  |  |  |  |  |  |  |  |  |  |  |  |  |
| --- | ---- | ---- | ---- | ---- | ---- | ---- | ---- | ---- | ---- | ---- | ---- | ---- | ---- | ---- | ---- | ---- | ---- | ---- | ---- | ---- | ---- | ---- | ---- | ---- | ---- | ---- | ---- | ---- | ---- | ---- | ---- | ---- | ---- | ---- | ---- | ---- | ---- | ---- | ---- | ---- | ---- | ---- | ---- | ---- | --- |  |  |  |  |  |  |  |  |  |  |  |  |  |  |  |  |  |  |  |  |  |  |  |  |  |  |  |  |
| 1992 | 28.1 | N/A  |      | N/A  | N/A  | N/A  | N/A  | N/A  | N/A  | N/A  | N/A  | N/A  | N/A  | N/A  | N/A  | N/A  | N/A  | N/A  | N/A  | N/A  | N/A  | N/A  | N/A  | N/A  | N/A  | N/A  | N/A  | N/A  | N/A  | N/A  | N/A  | N/A  | N/A  | N/A  | N/A  | N/A  | N/A  | N/A  | N/A  | N/A  | N/A  | N/A  | N/A  | N/A  | N/A |  |  |  |  |  |  |  |  |  |  |  |  |  |  |  |  |  |  |  |  |  |  |  |  |  |  |  |  |
| 1993 | 28.1 | N/A  |      | N/A  | N/A  | N/A  | N/A  | N/A  | N/A  | N/A  | N/A  | N/A  | N/A  | N/A  | N/A  | N/A  | N/A  | N/A  | N/A  | N/A  | N/A  | N/A  | N/A  | N/A  | N/A  | N/A  | N/A  | N/A  | N/A  | N/A  | N/A  | N/A  | N/A  | N/A  | N/A  | N/A  | N/A  | N/A  | N/A  | N/A  | N/A  | N/A  | N/A  | N/A  | N/A |  |  |  |  |  |  |  |  |  |  |  |  |  |  |  |  |  |  |  |  |  |  |  |  |  |  |  |  |
| 1994 | 28.1 | N/A  |      | N/A  | N/A  | N/A  | N/A  | N/A  | N/A  | N/A  | N/A  | N/A  | N/A  | N/A  | N/A  | N/A  | N/A  | N/A  | N/A  | N/A  | N/A  | N/A  | N/A  | N/A  | N/A  | N/A  | N/A  | N/A  | N/A  | N/A  | N/A  | N/A  | N/A  | N/A  | N/A  | N/A  | N/A  | N/A  | N/A  | N/A  | N/A  | N/A  | N/A  | N/A  | N/A |  |  |  |  |  |  |  |  |  |  |  |  |  |  |  |  |  |  |  |  |  |  |  |  |  |  |  |  |
| 1995 | 28.1 | N/A  |      | N/A  | N/A  | N/A  | N/A  | N/A  | N/A  | N/A  | N/A  | N/A  | N/A  | N/A  | N/A  | N/A  | N/A  | N/A  | N/A  | N/A  | N/A  | N/A  | N/A  | N/A  | N/A  | N/A  | N/A  | N/A  | N/A  | N/A  | N/A  | N/A  | N/A  | N/A  | N/A  | N/A  | N/A  | N/A  | N/A  | N/A  | N/A  | N/A  | N/A  | N/A  | N/A |  |  |  |  |  |  |  |  |  |  |  |  |  |  |  |  |  |  |  |  |  |  |  |  |  |  |  |  |
| 1996 | 22.0 | N/A  | 14.0 | 11.7 | 25.2 | 22.1 | 10.9 | 10.2 | 19.0 | 7.3  | 15.4 | 17.7 | 27.1 | 9.3  | 28.6 | 7.1  | 15.7 | 7.2  | 17.1 | 20.9 | 22.4 | 30.6 | 18.7 | 4.6  | 13.7 | 23.1 | 19.1 | 17.1 | 12.3 | 13.7 | 5.1  | 22.9 | 28.3 | 15.1 | 9.5  | 13.0 | 9.4  | 15.2 | 19.8 | 12.0 | 15.7 | 22.2 | 22.3 | 25.8 |     |  |  |  |  |  |  |  |  |  |  |  |  |  |  |  |  |  |  |  |  |  |  |  |  |  |  |  |  |
| 1997 | 22.0 | N/A  | 14.0 | 11.7 | 25.2 | 22.1 | 10.9 | 10.2 | 19.0 | 7.3  | 15.4 | 17.7 | 27.1 | 9.3  | 28.6 | 7.1  | 15.7 | 7.2  | 17.1 | 20.9 | 22.4 | 30.6 | 18.7 | 4.6  | 13.7 | 23.1 | 19.1 | 17.1 | 12.3 | 13.7 | 5.1  | 22.9 | 28.3 | 15.1 | 9.5  | 13.0 | 9.4  | 15.2 | 19.8 | 12.0 | 15.7 | 22.2 | 22.3 | 25.8 |     |  |  |  |  |  |  |  |  |  |  |  |  |  |  |  |  |  |  |  |  |  |  |  |  |  |  |  |  |
| 1998 | 22.0 | N/A  | 14.0 | 11.7 | 25.2 | 22.1 | 10.9 | 10.2 | 19.0 | 7.3  | 15.4 | 17.7 | 27.1 | 9.3  | 28.6 | 7.1  | 15.7 | 7.2  | 17.1 | 20.9 | 22.4 | 30.6 | 18.7 | 4.6  | 13.7 | 23.1 | 19.1 | 17.1 | 12.3 | 13.7 | 5.1  | 22.9 | 28.3 | 15.1 | 9.5  | 13.0 | 9.4  | 15.2 | 19.8 | 12.0 | 15.7 | 22.2 | 22.3 | 25.8 |     |  |  |  |  |  |  |  |  |  |  |  |  |  |  |  |  |  |  |  |  |  |  |  |  |  |  |  |  |
| 1999 | 22.0 | N/A  | 14.0 | 11.7 | 25.2 | 22.1 | 10.9 | 10.2 | 19.0 | 7.3  | 15.4 | 17.7 | 27.1 | 9.3  | 28.6 | 7.1  | 15.7 | 7.2  | 17.1 | 20.9 | 22.4 | 30.6 | 18.7 | 4.6  | 13.7 | 23.1 | 19.1 | 17.1 | 12.3 | 13.7 | 5.1  | 22.9 | 28.3 | 15.1 | 9.5  | 13.0 | 9.4  | 15.2 | 19.8 | 12.0 | 15.7 | 22.2 | 22.3 | 25.8 |     |  |  |  |  |  |  |  |  |  |  |  |  |  |  |  |  |  |  |  |  |  |  |  |  |  |  |  |  |
| 2000 | 36.8 | N/A  | 18.9 | 22.3 | 33.3 | 41.7 | 20.1 | 12.1 | 27.2 | 20.7 | 39.6 | 42.4 | 30.8 | 20.8 | 47.2 | 13.4 | 18.8 | 9.1  | 45.0 | 33.6 | 31.7 | 33.2 | 33.4 | 3.6  | 28.4 | 38.9 | 30.3 | 20.0 | 23.4 | 32.5 | 11.3 | 26.4 | 35.0 | 25.2 | 10.7 | 16.7 | 16.4 | 33.2 | 26.0 | 16.6 | 30.1 | 26.3 | 28.9 | 43.8 |     |  |  |  |  |  |  |  |  |  |  |  |  |  |  |  |  |  |  |  |  |  |  |  |  |  |  |  |  |
| 2001 | 36.8 | N/A  | 18.9 | 22.3 | 33.3 | 41.7 | 20.1 | 12.1 | 27.2 | 20.7 | 39.6 | 42.4 | 30.8 | 20.8 | 47.2 | 13.4 | 18.8 | 9.1  | 45.0 | 33.6 | 31.7 | 33.2 | 33.4 | 3.6  | 28.4 | 38.9 | 30.3 | 20.0 | 23.4 | 32.5 | 11.3 | 26.4 | 35.0 | 25.2 | 10.7 | 16.7 | 16.4 | 33.2 | 26.0 | 16.6 | 30.1 | 26.3 | 28.9 | 43.8 |     |  |  |  |  |  |  |  |  |  |  |  |  |  |  |  |  |  |  |  |  |  |  |  |  |  |  |  |  |
| 2002 | 36.8 | N/A  | 18.9 | 22.3 | 33.3 | 41.7 | 20.1 | 12.1 | 27.2 | 20.7 | 39.6 | 42.4 | 30.8 | 20.8 | 47.2 | 13.4 | 18.8 | 9.1  | 45.0 | 33.6 | 31.7 | 33.2 | 33.4 | 3.6  | 28.4 | 38.9 | 30.3 | 20.0 | 23.4 | 32.5 | 11.3 | 26.4 | 35.0 | 25.2 | 10.7 | 16.7 | 16.4 | 33.2 | 26.0 | 16.6 | 30.1 | 26.3 | 28.9 | 43.8 |     |  |  |  |  |  |  |  |  |  |  |  |  |  |  |  |  |  |  |  |  |  |  |  |  |  |  |  |  |
| 2003 | 36.8 | N/A  | 18.9 | 22.3 | 33.3 | 41.7 | 20.1 | 12.1 | 27.2 | 20.7 | 39.6 | 42.4 | 30.8 | 20.8 | 47.2 | 13.4 | 18.8 | 9.1  | 45.0 | 33.6 | 31.7 | 33.2 | 33.4 | 3.6  | 28.4 | 38.9 | 30.3 | 20.0 | 23.4 | 32.5 | 11.3 | 26.4 | 35.0 | 25.2 | 10.7 | 16.7 | 16.4 | 33.2 | 26.0 | 16.6 | 30.1 | 26.3 | 28.9 | 43.8 |     |  |  |  |  |  |  |  |  |  |  |  |  |  |  |  |  |  |  |  |  |  |  |  |  |  |  |  |  |
| 2004 | 37.0 | N/A  | 24.4 | 20.9 | 32.0 | 37.5 | 18.0 | 30.6 | 35.9 | 20.4 | 31.8 | 31.1 | 44.6 | 29.3 | 37.5 | 25.6 | 45.4 | 10.0 | 47.1 | 39.0 | 35.8 | 41.9 | 37.3 | 9.0  | 27.1 | 39.2 | 39.7 | 35.2 | 26.7 | 35.7 | 18.1 | 43.0 | 42.3 | 28.3 | 24.2 | 25.4 | 19.2 | 39.2 | 38.7 | 25.6 | 30.2 | 37.9 | 32.0 | 48.3 |     |  |  |  |  |  |  |  |  |  |  |  |  |  |  |  |  |  |  |  |  |  |  |  |  |  |  |  |  |
| 2005 | 37.0 | N/A  | 24.4 | 20.9 | 32.0 | 37.5 | 18.0 | 30.6 | 35.9 | 20.4 | 31.8 | 31.1 | 44.6 | 29.3 | 37.5 | 25.6 | 45.4 | 10.0 | 47.1 | 39.0 | 35.8 | 41.9 | 37.3 | 9.0  | 27.1 | 39.2 | 39.7 | 35.2 | 26.7 | 35.7 | 18.1 | 43.0 | 42.3 | 28.3 | 24.2 | 25.4 | 19.2 | 39.2 | 38.7 | 25.6 | 30.2 | 37.9 | 32.0 | 48.3 |     |  |  |  |  |  |  |  |  |  |  |  |  |  |  |  |  |  |  |  |  |  |  |  |  |  |  |  |  |
| 2006 | 37.0 | N/A  | 24.4 | 20.9 | 32.0 | 37.5 | 18.0 | 30.6 | 35.9 | 20.4 | 31.8 | 31.1 | 44.6 | 29.3 | 37.5 | 25.6 | 45.4 | 10.0 | 47.1 | 39.0 | 35.8 | 41.9 | 37.3 | 9.0  | 27.1 | 39.2 | 39.7 | 35.2 | 26.7 | 35.7 | 18.1 | 43.0 | 42.3 | 28.3 | 24.2 | 25.4 | 19.2 | 39.2 | 38.7 | 25.6 | 30.2 | 37.9 | 32.0 | 48.3 |     |  |  |  |  |  |  |  |  |  |  |  |  |  |  |  |  |  |  |  |  |  |  |  |  |  |  |  |  |
| 2007 | 37.0 | 23.1 | 24.4 | 20.9 | 32.0 | 37.5 | 18.0 | 30.6 | 35.9 | 20.4 | 31.8 | 31.1 | 44.6 | 29.3 | 37.5 | 25.6 | 45.4 | 10.0 | 47.1 | 39.0 | 35.8 | 41.9 | 37.3 | 9.0  | 27.1 | 39.2 | 39.7 | 35.2 | 26.7 | 35.7 | 18.1 | 43.0 | 42.3 | 28.3 | 24.2 | 25.4 | 19.2 | 39.2 | 38.7 | 25.6 | 30.2 | 37.9 | 32.0 | 48.3 |     |  |  |  |  |  |  |  |  |  |  |  |  |  |  |  |  |  |  |  |  |  |  |  |  |  |  |  |  |
| 2008 | 33.5 | 23.1 | 16.7 | 11.9 | 45.2 | 29.3 | 13.6 | 30.3 | 27.6 | 18.1 | 33.0 | 24.3 | 32.9 | 22.4 | 21.1 | 16.2 | 47.0 | -    | 35.9 | 36.2 | 27.6 | 28.0 | 41.1 | 5.3  | 24.4 | 39.7 | 30.9 | 30.7 | 22.2 | 24.5 | 14.1 | 29.6 | 34.5 | 24.2 | 20.6 | 23.7 | 22.2 | 32.8 | 41.7 | 25.1 | 26.6 | 40.6 | 27.6 | 47.4 |     |  |  |  |  |  |  |  |  |  |  |  |  |  |  |  |  |  |  |  |  |  |  |  |  |  |  |  |  |
| 2009 | 33.5 | 31.1 | 16.7 | 11.9 | 45.2 | 29.3 | 13.6 | 30.3 | 27.6 | 18.1 | 33.0 | 24.3 | 32.9 | 22.4 | 21.1 | 16.2 | 47.0 | -    | 35.9 | 36.2 | 27.6 | 28.0 | 41.1 | 5.3  | 24.4 | 39.7 | 30.9 | 30.7 | 22.2 | 24.5 | 14.1 | 29.6 | 34.5 | 24.2 | 20.6 | 23.7 | 22.2 | 32.8 | 41.7 | 25.1 | 26.6 | 40.6 | 27.6 | 47.4 |     |  |  |  |  |  |  |  |  |  |  |  |  |  |  |  |  |  |  |  |  |  |  |  |  |  |  |  |  |
| 2010 | 33.5 | 31.1 | 16.7 | 11.9 | 45.2 | 29.3 | 13.6 | 30.3 | 27.6 | 18.1 | 33.0 | 24.3 | 32.9 | 22.4 | 21.1 | 16.2 | 47.0 | -    | 35.9 | 36.2 | 27.6 | 28.0 | 41.1 | 5.3  | 24.4 | 39.7 | 30.9 | 30.7 | 22.2 | 24.5 | 14.1 | 29.6 | 34.5 | 24.2 | 20.6 | 23.7 | 22.2 | 32.8 | 41.7 | 25.1 | 26.6 | 40.6 | 27.6 | 47.4 |     |  |  |  |  |  |  |  |  |  |  |  |  |  |  |  |  |  |  |  |  |  |  |  |  |  |  |  |  |
| 2011 | 33.5 | 31.1 | 16.7 | 11.9 | 45.2 | 29.3 | 13.6 | 30.3 | 27.6 | 18.1 | 33.0 | 24.3 | 32.9 | 22.4 | 21.1 | 16.2 | 47.0 | -    | 35.9 | 36.2 | 27.6 | 28.0 | 41.1 | 5.3  | 24.4 | 39.7 | 30.9 | 30.7 | 22.2 | 24.5 | 14.1 | 29.6 | 34.5 | 24.2 | 20.6 | 23.7 | 22.2 | 32.8 | 41.7 | 25.1 | 26.6 | 40.6 | 27.6 | 47.4 |     |  |  |  |  |  |  |  |  |  |  |  |  |  |  |  |  |  |  |  |  |  |  |  |  |  |  |  |  |
| 2012 | 60.0 | 31.1 | 39.8 | 38.1 | 60.3 | 55.7 | 47.0 | 44.3 | 52.3 | 44.9 | 45.8 | 55.7 | 55.5 | 50.4 | 50.9 | 39.8 | 61.6 | 10.7 | 52.0 | 55.6 | 56.8 | 65.3 | 58.8 | 13.3 | 45.6 | 59.3 | 62.3 | 56.7 | 48.8 | 46.8 | 35.3 | 40.1 | 63.7 | 48.8 | 37.9 | 41.6 | 36.5 | 45.7 | 63.6 | 46.7 | 48.7 | 57.2 | 61.2 | 60.8 |     |  |  |  |  |  |  |  |  |  |  |  |  |  |  |  |  |  |  |  |  |  |  |  |  |  |  |  |  |
| 2013 | 60.0 | 31.1 | 39.8 | 38.1 | 60.3 | 55.7 | 47.0 | 44.3 | 52.3 | 44.9 | 45.8 | 55.7 | 55.5 | 50.4 | 50.9 | 39.8 | 61.6 | 10.7 | 52.0 | 55.6 | 56.8 | 65.3 | 58.8 | 13.3 | 45.6 | 59.3 | 62.3 | 56.7 | 48.8 | 46.8 | 35.3 | 40.1 | 63.7 | 48.8 | 37.9 | 41.6 | 36.5 | 45.7 | 63.6 | 46.7 | 48.7 | 57.2 | 61.2 | 60.8 |     |  |  |  |  |  |  |  |  |  |  |  |  |  |  |  |  |  |  |  |  |  |  |  |  |  |  |  |  |
| 2014 | 60.0 | 37.6 | 39.8 | 38.1 | 60.3 | 55.7 | 47.0 | 44.3 | 52.3 | 44.9 | 45.8 | 55.7 | 55.5 | 50.4 | 50.9 | 39.8 | 61.6 | 10.7 | 52.0 | 55.6 | 56.8 | 65.3 | 58.8 | 13.3 | 45.6 | 59.3 | 62.3 | 56.7 | 48.8 | 46.8 | 35.3 | 40.1 | 63.7 | 48.8 | 37.9 | 41.6 | 36.5 | 45.7 | 63.6 | 46.7 | 48.7 | 57.2 | 61.2 | 60.8 |     |  |  |  |  |  |  |  |  |  |  |  |  |  |  |  |  |  |  |  |  |  |  |  |  |  |  |  |  |
| 2015 | 60.0 | 37.6 | 39.8 | 38.1 | 60.3 | 55.7 | 47.0 | 44.3 | 52.3 | 44.9 | 45.8 | 55.7 | 55.5 | 50.4 | 50.9 | 39.8 | 61.6 | 10.7 | 52.0 | 55.6 | 56.8 | 65.3 | 58.8 | 13.3 | 45.6 | 59.3 | 62.3 | 56.7 | 48.8 | 46.8 | 35.3 | 40.1 | 63.7 | 48.8 | 37.9 | 41.6 | 36.5 | 45.7 | 63.6 | 46.7 | 48.7 | 57.2 | 61.2 | 60.8 |     |  |  |  |  |  |  |  |  |  |  |  |  |  |  |  |  |  |  |  |  |  |  |  |  |  |  |  |  |
| 2016 | 45.7 | 37.6 | 29.1 | 31.3 | 51.5 | 41.7 | 25.2 | 50.4 | 46.5 | 27.7 | 36.1 | 40.4 | 53.3 | 36.4 | 32.4 | 26.6 | 34.6 | 9.6  | 51.9 | 53.5 | 38.1 | 57.6 | 42.7 | 8.6  | 40.0 | 50.4 | 43.0 | 31.8 | 35.1 | 50.7 | 23.9 | 44.2 | 55.1 | 38.5 | 26.8 | 36.3 | 29.0 | 38.8 | 52.2 | 37.2 | 41.5 | 54.0 | 37.9 | 50.7 |     |  |  |  |  |  |  |  |  |  |  |  |  |  |  |  |  |  |  |  |  |  |  |  |  |  |  |  |  |
| 2017 | 45.7 | 37.6 | 29.1 | 31.3 | 51.5 | 41.7 | 25.2 | 50.4 | 46.5 | 27.7 | 36.1 | 40.4 | 53.3 | 36.4 | 32.4 | 26.6 | 34.6 | 9.6  | 51.9 | 53.5 | 38.1 | 57.6 | 42.7 | 8.6  | 40.0 | 50.4 | 43.0 | 31.8 | 35.1 | 50.7 | 23.9 | 44.2 | 55.1 | 38.5 | 26.8 | 36.3 | 29.0 | 38.8 | 52.2 | 37.2 | 41.5 | 54.0 | 37.9 | 50.7 |     |  |  |  |  |  |  |  |  |  |  |  |  |  |  |  |  |  |  |  |  |  |  |  |  |  |  |  |  |
| 2018 | 45.7 | 37.6 | 29.1 | 31.3 | 51.5 | 41.7 | 25.2 | 50.4 | 46.5 | 27.7 | 36.1 | 40.4 | 53.3 | 36.4 | 32.4 | 26.6 | 34.6 | 9.6  | 51.9 | 53.5 | 38.1 | 57.6 | 42.7 | 8.6  | 40.0 | 50.4 | 43.0 | 31.8 | 35.1 | 50.7 | 23.9 | 44.2 | 55.1 | 38.5 | 26.8 | 36.3 | 29.0 | 38.8 | 52.2 | 37.2 | 41.5 | 54.0 | 37.9 | 50.7 |     |  |  |  |  |  |  |  |  |  |  |  |  |  |  |  |  |  |  |  |  |  |  |  |  |  |  |  |  |
| 2019 | 45.7 | 22.5 | 29.1 | 31.3 | 51.5 | 41.7 | 25.2 | 50.4 | 46.5 | 27.7 | 36.1 | 40.4 | 53.3 | 36.4 | 32.4 | 26.6 | 34.6 | 9.6  | 51.9 | 53.5 | 38.1 | 57.6 | 42.7 | 8.6  | 40.0 | 50.4 | 43.0 | 31.8 | 35.1 | 50.7 | 23.9 | 44.2 | 55.1 | 38.5 | 26.8 | 36.3 | 29.0 | 38.8 | 52.2 | 37.2 | 41.5 | 54.0 | 37.9 | 50.7 |     |  |  |  |  |  |  |  |  |  |  |  |  |  |  |  |  |  |  |  |  |  |  |  |  |  |  |  |  |
| 2020 | 29.0 | 22.5 | 16.6 | 9.9  | 44.8 | 42.6 | 15.5 | 40.6 | 40.1 | 19.4 | 48.0 | 32.4 | 57.7 | 27.5 | 45.1 | 13.3 | 23.0 | 5.7  | 43.7 | 39.7 | 39.7 | 33.2 | 43.0 | 7.8  | 43.8 | 37.3 | 24.5 | 12.8 | 25.1 | 45.6 | 17.9 | 35.8 | 54.4 | 31.6 | 14.0 | 27.9 | 13.9 | 30.5 | 39.3 | 15.0 | 34.4 | 39.1 | 41.7 | 41.9 |     |  |  |  |  |  |  |  |  |  |  |  |  |  |  |  |  |  |  |  |  |  |  |  |  |  |  |  |  |
| 2021 | 29.0 | 22.5 | 16.6 | 9.9  | 44.8 | 42.6 | 15.5 | 40.6 | 40.1 | 19.4 | 48.0 | 32.4 | 57.7 | 27.5 | 45.1 | 13.3 | 23.0 | 5.7  | 43.7 | 39.7 | 39.7 | 33.2 | 43.0 | 7.8  | 43.8 | 37.3 | 24.5 | 12.8 | 25.1 | 45.6 | 17.9 | 35.8 | 54.4 | 31.6 | 14.0 | 27.9 | 13.9 | 30.5 | 39.3 | 15.0 | 34.4 | 39.1 | 41.7 | 41.9 |     |  |  |  |  |  |  |  |  |  |  |  |  |  |  |  |  |  |  |  |  |  |  |  |  |  |  |  |  |
| 2022 | 29.0 | 22.5 | 16.6 | 9.9  | 44.8 | 42.6 | 15.5 | 40.6 | 40.1 | 19.4 | 48.0 | 32.4 | 57.7 | 27.5 | 45.1 | 13.3 | 23.0 | 5.7  | 43.7 | 39.7 | 39.7 | 33.2 | 43.0 | 7.8  | 43.8 | 37.3 | 24.5 | 12.8 | 25.1 | 45.6 | 17.9 | 35.8 | 54.4 | 31.6 | 14.0 | 27.9 | 13.9 | 30.5 | 39.3 | 15.0 | 34.4 | 39.1 | 41.7 | 41.9 |     |  |  |  |  |  |  |  |  |  |  |  |  |  |  |  |  |  |  |  |  |  |  |  |  |  |  |  |  |
| 2023 | 29.0 | 22.5 | 16.6 | 9.9  | 44.8 | 42.6 | 15.5 | 40.6 | 40.1 | 19.4 | 48.0 | 32.4 | 57.7 | 27.5 | 45.1 | 13.3 | 23.0 | 5.7  | 43.7 | 39.7 | 39.7 | 33.2 | 43.0 | 7.8  | 43.8 | 37.3 | 24.5 | 12.8 | 25.1 | 45.6 | 17.9 | 35.8 | 54.4 | 31.6 | 14.0 | 27.9 | 13.9 | 30.5 | 39.3 | 15.0 | 34.4 | 39.1 | 41.7 | 41.9 |     |  |  |  |  |  |  |  |  |  |  |  |  |  |  |  |  |  |  |  |  |  |  |  |  |  |  |  |  |
| 2024 | 22.1 | 49.2 | 27,6 | 25.5 | 45.1 | 34.9 | 17.9 | 43.2 | 41.2 | 22.2 | 50.8 | 26.7 | 54.8 | 40.7 | 50.5 | 17.8 | 24.2 | 9.6  | 58.9 | 54.8 | 55.5 | 28.3 | 46.3 | 7.3  | 42.8 | 47.8 | 27.8 | 57.7 | 37.0 | 55.9 | 24.3 | 39.5 | 58.6 | 31.0 | 21.4 | 27.0 | 21.2 | 41.6 | 55.7 | 44.6 | 38.4 | 48.5 | 50.4 | 39.9 |     |  |  |  |  |  |  |  |  |  |  |  |  |  |  |  |  |  |  |  |  |  |  |  |  |  |  |  |  |
| 2025 | 22.1 | 49.2 | 27,6 | 25.5 | 45.1 | 34.9 | 17.9 | 43.2 | 41.2 | 22.2 | 50.8 | 26.7 | 54.8 | 40.7 | 50.5 | 17.8 | 24.2 | 9.6  | 58.9 | 54.8 | 55.5 | 28.3 | 46.3 | 7.3  | 42.8 | 47.8 | 27.8 | 57.7 | 37.0 | 55.9 | 24.3 | 39.5 | 58.6 | 31.0 | 21.4 | 27.0 | 21.2 | 41.6 | 55.7 | 44.6 | 38.4 | 48.5 | 50.4 | 39.9 |     |  |  |  |  |  |  |  |  |  |  |  |  |  |  |  |  |  |  |  |  |  |  |  |  |  |  |  |  |
| An | RO   | UE   | AB   | AR   | AG   | BC   | BH   | BN   | BT   | BV   | BR   | B    | BZ   | CS   | CL   | CJ   | CT   | CV   | DB   | DJ   | GL   | GR   | GJ   | HR   | HD   | IL   | IS   | IF   | MM   | MH   | MS   | NT   | OT   | PH   | SM   | SJ   | SB   | SV   | TR   | TM   | TL   | VS   | VL   | VN   |     |  |  |  |  |  |  |  |  |  |  |  |  |  |  |  |  |  |  |  |  |  |  |  |  |  |  |  |  |
| Bold indică cel mai bun rezultat până în prezent. Va fi decis Prezent în legislatură (în opoziție) Partener de coaliție junior Partener de coaliție senior |      |      |      |      |      |      |      |      |      |      |      |      |      |      |      |      |      |      |      |      |      |      |      |      |      |      |      |      |      |      |      |      |      |      |      |      |      |      |      |      |      |      |      |      |     |  |  |  |  |  |  |  |  |  |  |  |  |  |  |  |  |  |  |  |  |  |  |  |  |  |  |  |  |

## Conducerea FSN, FDSN, PDSR, PSD
Președinții Partidului Social Democrat
     A ocupat și funcția de Președinte.
     A ocupat și funcția de Președintele Senatului.
     A ocupat și funcția de Președintele Camerei Deputaților.
     A ocupat sau ocupă încă, în prezent, funcția de Prim-ministru.
| Nr. | Nume născut–decedat                   | Portret | Începutul mandatului | Sfârșitul mandatului | Durata mandatului        |
| --- | ------------------------------------- | ------- | -------------------- | -------------------- | ------------------------ |
| 1   | Ion Iliescu (1930–2025)               |         | 22 decembrie 1989    | 10 iulie 1993        | 3 ani, 5 luni și 19 zile |
| 2   | Oliviu Gherman (1930–2020)            |         | 10 iulie 1993        | 29 noiembrie 1996    | 3 ani, 5 luni și 19 zile |
| (1) | Ion Iliescu (1930–2025)               |         | 29 noiembrie 1996    | 20 decembrie 2000    | 4 ani și 21 zile         |
| 3   | Adrian Năstase (n. 1950)              |         | 19 ianuarie 2001     | 22 aprilie 2005      | 4 ani, 3 luni și 3 zile  |
| 4   | Mircea Geoană (n. 1958)               |         | 22 aprilie 2005      | 21 februarie 2010    | 4 ani, 9 luni și 30 zile |
| 5   | Victor Ponta (n. 1972)                |         | 21 februarie 2010    | 16 iulie 2015        | 5 ani, 3 luni și 26 zile |
| 6   | Liviu Dragnea (n. 1962)               |         | 22 iulie 2015        | 27 mai 2019          | 3 ani, 11 luni și 5 zile |
| 7   | Viorica Dăncilă (n. 1963)             |         | 27 mai 2019          | 25 noiembrie 2019    | 5 luni și 29 zile        |
| 8   | Marcel Ciolacu (n. 1967)              |         | 25 noiembrie 2019    | 20 mai 2025          | 5 ani, 5 luni și 25 zile |
| (-) | Sorin Grindeanu (interimar) (n. 1973) |         | 20 mai 2025          | prezent              | 2 luni și 29 zile        |

Președinți Executivi
| Nr. | Nume               | Durata mandatului |
| --- | ------------------ | ----------------- |
| 1   | Dan Marțian        | 1990–1993         |
| 2   | Adrian Năstase     | 1993–1997         |
| 3   | Octav Cozmâncă     | 1997–2005         |
| 4   | Adrian Năstase     | 2005–2006         |
| 5   | Dan-Mircea Popescu | 2006              |
| 6   | Marian Vanghelie   | 2006–2013         |
| 7   | Liviu Dragnea      | 2013–2015         |
| 8   | Rovana Plumb       | 2015              |
| 9   | Valeriu Zgonea     | 2015–2016         |
| 10  | Niculae Bădălău    | 2016–2018         |
| 11  | Viorica Dăncilă    | 2018–2019         |
| 12  | Eugen Teodorovici  | 2019              |

Secretari Generali
| Nr. | Nume                     | Durata mandatului |
| --- | ------------------------ | ----------------- |
| 1   | Miron Mitrea             | 1990–2006         |
| 2   | Titus Corlățean          | 2006–2008         |
| 3   | Valeriu Zgonea           | 2008–2009         |
| 4   | Liviu Dragnea            | 2009–2013         |
| 5   | Valeriu Zgonea           | 2013              |
| 6   | Gabriela Vrânceanu-Firea | 2013–2014         |
| 7   | Darius Vâlcov            | 2014–2015         |
| 8   | Codrin Ștefănescu        | 2015–2019         |
| 9   | Mihai Fifor              | 2019–2020         |
| 10  | Paul Stănescu            | 2020–prezent      |

Președinții Consiliului Națonal
| Nr. | Nume               | Durata mandatului |
| --- | ------------------ | ----------------- |
| 1   | Dan-Mircea Popescu | 2005–2007         |
| 2   | Adrian Năstase     | 2007–2018         |
| 3   | Mihai Fifor        | 2018–2019         |
| 4   | Marcel Ciolacu     | 2019–2020         |
| 5   | Vasile Dîncu       | 2020–2024         |
| 6   | Mihai Tudose       | 2024–prezent      |

Președinte de Onoare
| Nr. | Nume        | Durata mandatului |
| --- | ----------- | ----------------- |
| 1   | Ion Iliescu | 2005–2020         |

Prim-vicepreședinți aleși la Congresul din 24 august 2024:
- Sorin Grindeanu
- Daniel Băluță

Vicepreședinți aleși la Congresul din 24 august 2024:
- Florin Jianu - IMM-uri și Mediul de Afaceri
- Lia Olguța Vasilescu - Muncă și Protecție Socială
- Gheorghe Șoldan - Dezvoltare Regională și Locală
- Gabriel-Valer Zetea - Administrație și Infrastructură
- Vasile Dîncu - Afaceri Europene
- Victoria Stoiciu - ONG-urile și dialog social
- Mihnea Costoiu - Educație
- Elisabeta Lipă - Sport
- Marian Neacșu - București-Ilfov
- Dumitrița Gliga - Centru
- Corneliu Ștefan - Sud
- Ionuț-Florin Pucheanu - Sud-Est
- Claudiu Manda - Sud-Vest
- Laurențiu Nistor - Vest
- Emil Radu Moldovan - Nord-Vest
- Dragoș Benea - Nord-Est

Biroul Național Permanent al PSD după Congresul din 24 august 2024:
- Marcel Ciolacu Președinte
- Paul Stănescu Secretar General
- Lucian Romașcanu Purtător de Cuvânt
- Mihai Tudose Președinte Consiliul Național
- Sorin Grindeanu Prim-Vicepreședinte
- Daniel Băluță Prim-vicepreședinte
- Florin Jianu Vicepreședinte
- Lia Olguța Vasilescu Vicepreședinte
- Gheorghe Șoldan Vicepreședinte
- Gabriel-Valer Zetea Vicepreședinte
- Vasile Dîncu Vicepreședinte
- Victoria Stoiciu Vicepreședinte
- Mihnea Costoiu Vicepreședinte
- Elisabeta Lipă Vicepreședinte
- Marian Neacșu Vicepreședinte
- Dumitrița Gliga Vicepreședinte
- Corneliu Ștefan Vicepreședinte
- Ionuț-Florin Pucheanu Vicepreședinte
- Claudiu Manda Vicepreședinte
- Laurențiu Nistor Vicepreședinte
- Emil Radu Moldovan Vicepreședinte
- Dragoș Benea Vicepreședinte
- Lucian Romașcanu lider grup Senat
- Ciprian-Constantin Șerban lider grup Camera Deputaților